# Kimberly Hill
Kimberly Hill (Portland, 30 de novembro de 1989) é uma voleibolista norte-americana e jogadora da seleção da seleção nacional. Atua na posição de ponteira-passadora e atualmente defende a equipe italiana do Imoco Volley Conegliano.
Kimberly no ano de 2014 conquistou o Campeonato Mundial onde foi eleita a segunda melhor ponteira e a MVP da competição.
Hill cresceu em Portland e foi para Portland Christian High. Ela frequentou a Universidade Pepperdine, onde jogou voleibol e se formou com especialização em religião.
Em 2016, representando os Estados Unidos, conquistou a medalha de bronze na Olimpíada realizada no Rio de Janeiro.

## Clubes
| Clube                 | De        | A         |
| --------------------- | --------- | --------- |
| Pepperdine University | 2008-2009 | 2011-2012 |
| Atom Trefl Sopot      | 2013-2014 | 2013-2014 |
| AGIL Volley           | 2014-2015 | 2014-2015 |
| VakıfBank Spor Kulübü | 2015-2016 | 2016-2017 |
| Imoco Volley          | 2017-2018 |           |

## Prêmios
- Jogos Olímpicos Rio 2016 - Medalha de Bronze
- Copa da Itália 2015 - Medalha de Ouro
- Copa do Mundo Japão 2015 - Medalha de Bronze
- Grand Prix 2015 - Medalha de Ouro
- Grand Prix 2016 - Medalha de Prata
- Copa dos Campeões Japão 2013 - Medalha de Prata
- Copa Pan-Americana 2013 - Medalha de Ouro
- Campeonato da NORCECA 2013 - Medalha de Ouro
- Campeonato Mundial de Clubes 2016 - Medalha de Bronze  equipe VakıfBank Istambul
- Liga dos Campeões da CEV 2016–17 - Medalha de Ouro  equipe VakıfBank Istambul
- Campeonato Mundial de Clubes 2017 - Medalha de Ouro  equipe VakıfBank Istambul
- Copa dos Campeões Japão 2017 - Medalha de Bronze
- Campeonato Italiano 2017–18 - Medalha de Ouro  equipe Imoco Volley Conegliano
- Liga dos Campeões da CEV 2017–18 - Medalha de Bronze  equipe Imoco Volley Conegliano
- Liga das Nações 2018 - Medalha de Ouro
- Campeonato Italiano 2018–19 -Medalha de Ouro    equipe  Imoco Volley Conegliano